# Alpha Epsilon Pi
Pour les articles homonymes, voir Epsilon (homonymie) et AEPI.
 (novembre 2024).
Si vous disposez d'ouvrages ou d'articles de référence ou si vous connaissez des sites web de qualité traitant du thème abordé ici, merci de compléter l'article en donnant les références utiles à sa vérifiabilité et en les liant à la section « Notes et références ».
Alpha Epsilon Pi (ΑΕΠ ou AEPi) est la seule fraternité juive internationale d'université en Amérique du Nord, avec des chapitres aux États-Unis, au Canada, en Israël et en France.
Un de ces chapitres se trouve à l'Université Temple.

## Histoire
Alpha Epsilon Pi, la Fraternité Juive Nord Américaine, a été créée pour offrir des opportunités aux hommes juifs cherchant le meilleur collège et une expérience de fraternité. La fraternité a maintenu l'intégrité de son objectif en renforçant ses liens avec la communauté juive et en servant de lien entre l'université et la vie professionnelle. Alpha Epsilon Pi développe les qualités de management pour la communauté juive Américaine à un moment critique dans la vie d'un jeune homme. Le rôle de Alpha Epsilon Pi est d'encourager l'étudiant Juif à rester concentré sur les idéaux, les valeurs et l'éthique de la communauté juive, et de préparer l'étudiant à être l'un des leaders de demain de telle manière qu'il puisse s'aider lui-même, sa communauté et son peuple.
AEPi a été établie en 1913 à New York sous le Washington Square Arch à New York University par Charles C. Moskowitz et 10 autres hommes juifs. Leur première recrue était Samuel L. Epstein.
Charles C. Moskowitz était un joueur de basketball qui a changé d'université et est allé à NYU.
- publication : The Lion

## Symboles
- couleurs : Or bleu
- symbole : Lion de Juda
- fleur : Fleur de lys